# Omar Hussein
Omar Hussein – tanzański piłkarz grający na pozycji prawego pomocnika. W swojej karierze grał w reprezentacji Tanzanii.

## Kariera klubowa
W swojej karierze piłkarskiej Hussein grał w klubie Young Africans SC.

## Kariera reprezentacyjna
W reprezentacji Tanzanii Hussein zadebiutował w 1980 roku. W tym samym roku powołano go do kadry na Puchar Narodów Afryki 1980. Na tym turnieju rozegrał trzy mecze grupowe: z Nigerią (1:3), z Egiptem (1:2) i z Wybrzeżem Kości Słoniowej (1:1). W kadrze narodowej grał do 1981 roku.